# Leuctra kykladica
Leuctra kykladica är en bäcksländeart som beskrevs av Isabel Pardo och Peter Zwick 1993. Leuctra kykladica ingår i släktet Leuctra och familjen smalbäcksländor. Inga underarter finns listade i Catalogue of Life.